# Jorge Burruchaga
Jorge Luis Burruchaga (født 9. oktober 1962 i Gualeguay, Argentina) er en tidligere argentinsk fodboldspiller, der i 1980'erne spillede som midtbanespiller eller alternativt angriber på Argentinas landshold samt for flere klubber, blandt andet FC Nantes i Frankrig og CA Independiente i sit hjemland.
Burruchaga er verdensberømt som matchvinderen fra finalen ved VM i 1986. Argentina mødte Vesttyskland, og med stillingen 2-2 scorede Burruchaga fem minutter før tid sejrsmålet der gav argentinerne deres anden VM-titel. Fire år senere var han med til at vinde sølv ved VM i 1990.